# Solapa (indumentaria)

Solapa redonda

Se llama solapa a la prolongación del abrigo, chaqueta o traje que se vuelve sobre el pecho por encima de los botones y se extiende alrededor del cuello. 

Solapa de muesca

Solapa en pico

Las solapas proceden de la indumentaria militar por la costumbre que se tenía de desabrocharse la chaqueta o casaca para ganar comodidad. Los sastres mantuvieron el corte que indicaba el cuello de la chaqueta así como la posición del ojal en el lugar en que se abrochaba. De ahí las solapas pasaron a los trajes masculinos y posteriormente, a los abrigos femeninos.  
Se pueden distinguir tres tipos de solapas:
- Las de muesca. Presentan una hendidura en el lugar en que comienza el cuello. Son utilizadas en chaquetas y abrigos que no se cruzan
- Las de pico. Son solapas de corte en V que apunta hacia la trayectoria de  arriba justo debajo de la línea del cuello. Se utilizan en abrigos diseñados para cruzarse
- Las redondas, piezas enteras propias de los esmoquin

## Curiosidades
- El ojal en las solapas de las chaquetas masculina ha servido a menudo de soporte para llevar un clavel u otro tipo de flor.
- Es posible volver las solapas de los abrigos junto con el cuello para abrigarse. Sin embargo, no está bien visto hacerlo con la chaqueta.

## En la francmasonería
En la indumentaria de la masonería, suelle llamársele baveta o babeta a la solapa del mandil.[cita requerida]